# 滝川平利
滝川 平利（たきがわ ひらとし）は、江戸時代中期の旗本。通称は民部、三郎四郎。

## 生涯
元禄元年（1688年）、旗本寄合席の滝川具章の次男として生まれた。母は某氏で、父が40代半ばで生まれた子である。
元禄9年（1696年）3月、父が京都町奉行に任命されて京都に赴任することになり、暇乞いのために登城した父に従って初めて徳川綱吉に御目見した。このとき、まだ9歳であった。
元禄14年（1701年）、長兄の滝川数馬利忠が死去し、父の嫡男となった。
正徳2年（1712年）、父が死去し、跡目を許された。このとき、父の生前の願い出により遺領1500石のうち300石は弟の邦房に分与され、近江国内1200石を相続した。
享保4年（1719年）、32歳で書院番に番入りするが、同8年（1723年）に死去した。享年36。
妻の滝川元長（同姓であるが滝川忠征の玄孫で別系統）娘との間に子がなく、末弟の滝川具英が跡を継いだ。